# Hans Wilhardt
Hans Henry Frederik Wilhardt (født 12. september 1907 i København, død 5. marts 1985) var en dansk modernistisk arkitekt.

## Karriere
Hans forældre var maleren Carl Peter Hans Wilhardt og Sophie Wilhelmine Wendler. Han blev student 1926, tog filosofikum 1927 og gik på Kunstakademiets Arkitektskole fra september 1927 til 1931. Han var ansat hos Wittmaack & Hvalsøe fra 1930, og samme år oplevede han Stockholmudstillingen, hvor funktionalismen for alvor blev kendt i Norden. Wilhardt var også i Berlin og Paris 1933, i Paris til verdensudstillingen i 1937, hvor han også udstillede, og i Schweiz 1949. Han drev egen tegnestue fra 1935. Wilhardt udstillede på Charlottenborg Forårsudstilling i årene 1937-44, 1946, 1948-50.
Hans Wilhardt lå i forlængelse af Kay Fiskers danske funktionelle tradition, men han gav hver ny opgave sin særlige individualitet med små midler; såsom altanpartier med buede overdækninger eller stik over vinduer til særlige rum. Hans gennemtænkte og humane arkitektur skaffede ham en lang række præmieringer fra især Gentofte Kommune, som var hans primære arbejdsmark. I ombygningen af Troels Erstads stråtækte hus viser han en lyrisk side. I sine sidste værker nærmede udfoldede han sig inden for modernismen og brutalismen.
Wilhardt giftede sig den 31. oktober 1931 i Søllerød Kirke med "Irmapigen" Else Johanne Greiffenberg (12. maj 1904 i København – 16. februar 1998), datter af malermester Sophus Andreas Greiffenberg og Bodil Johanne Pedersen. 
Han er begravet på Taarbæk Kirkegård.

## Værker
- Rækkehuse, Mosehøjvej 22-28, Ordrup (1935, præmieret af Gentofte Kommune)
- Etagehusbebyggelse, Broholms Allé 4-6, Ordrup (1944, præmieret af Gentofte Kommune 1945)
- Udvidelse af Kettevejsskolen, Holmegaardsskolen og Strandmarksskolen, Hvidovre (1944-50, sammen med Einar Johannes Norup)
- Broholms Allé 20, Charlottenlund (1945-47)
- Kontor- og fabriksbygning, Artillerivej 90, Islands Brygge, København (1946)
- Enfamiliehuse, Tyborøn Allé 7, 9, 11, Vanløse (1947, præmieret af Københavns Kommune 1948)
- Etagehusbebyggelse for Hvidovre Kommunes sociale Boligselskab, Sognegårds Allé 2-38, Hvidovre (1949-51)
- Enfamiliehus, Strandvejen 409 (præmieret af Gentofte Kommune 1950)
- Eget sommerhus (1952), tilbygningen (1968 og 1970, sidstnævnte ændret 2010)
- Risbjergskolen, Hvidovre (1951-53)
- Boligbebyggelse, Jensløvs Tværvej, Charlottenlund (præmieret af Gentofte Kommune 1951)
- Kontorhus, Jægersborg Allé 19, Charlottenlund (præmieret af Gentofte Kommune 1955)
- Boligbebyggelse, Herlevgårdsvej 2-4, Herlev (1959-60)
- Boligetagebyggelse, Ordrupvej 60, Ordrup (1964-66)
- Ungdomsboliger, Niels Steensens Vej, Gentofte (1967)
- Ny fløj med gymnastiksale, Øregård Gymnasium, Hellerup (1971-72)[1]

Ombygninger:
- Ordrup Jagtvej, Ordrup 34 (1941, til beboelse for havearkitekt Troels Erstad)
- Enfamiliehus, Taarbæk Strandvej 111 (præmieret af Lyngby-Taabæk Kommune 1945)